# Иль-о-Марен
Иль-о-Марен (фр. Île aux Marins) — остров в архипелаге Сен-Пьер и Микелон.

## География
Иль-о-Марен — небольшой остров в 1,5 км к востоку от Сен-Пьера. Его длина — около 1500 м, ширина — от 100 до 400 м. Высшая точка на мысе Бодри возвышается над уровнем моря всего на 35 м.

## История
Первые европейские поселенцы появились здесь в 1604 году, некоторое время население маленького острова достигало 600—700 жителей в конце XIX века. Однако постепенно жители переселялись в соседний Сен-Пьер. В 1945 году отдельная коммуна была ликвидирована и присоединена к Сен-Пьеру, а в 1960-е годы последние жители покинули остров.
Сегодня на острове сохранились остатки поселения: церковь, кладбище, изгороди, дома рыбаков. В бывшей школе расположен музей. На севере сохранился корпус судна. В 2012 году 8 из 12 сохранившихся сооружений признаны историческими памятниками.

## Население
В настоящее время остров не населён. Лишь несколько человек проживают на нём в мае-октябре.

## Интересный факт
До 1920-х гг остров назывался l'île aux Chiens (буквально — «Остров собак»).

## Галерея

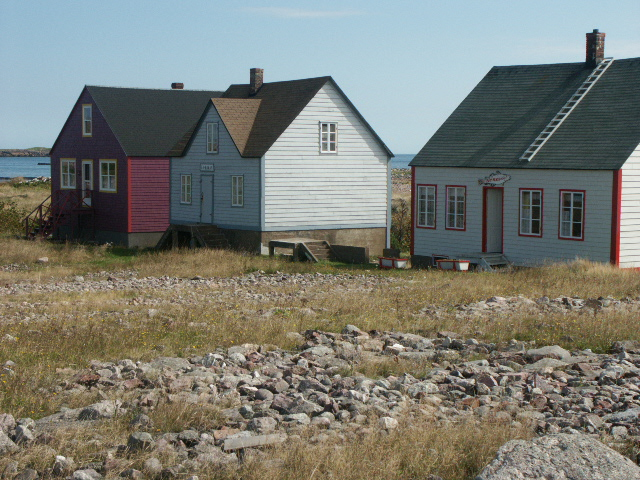
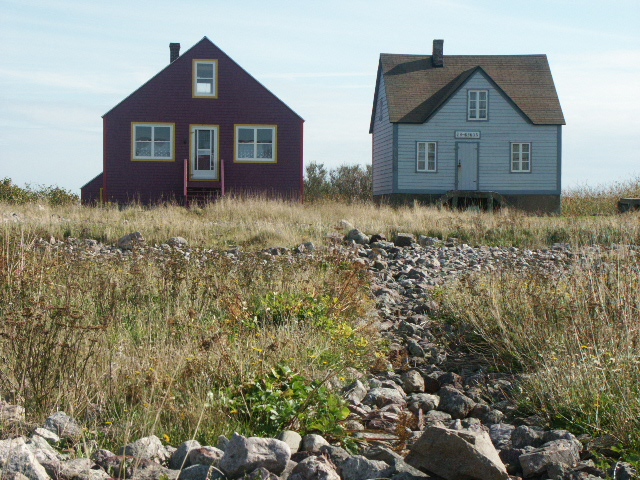
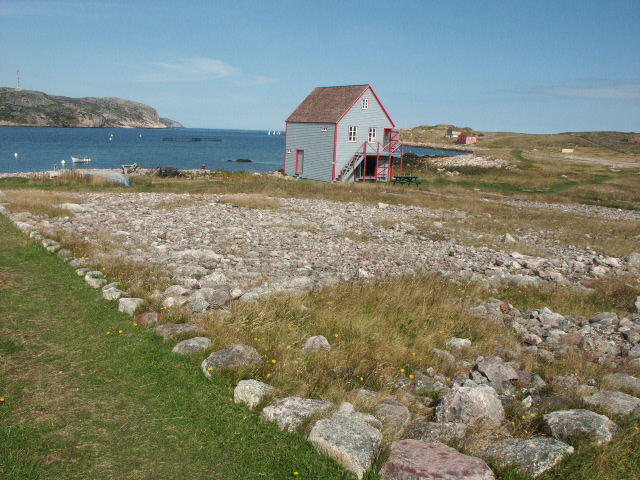
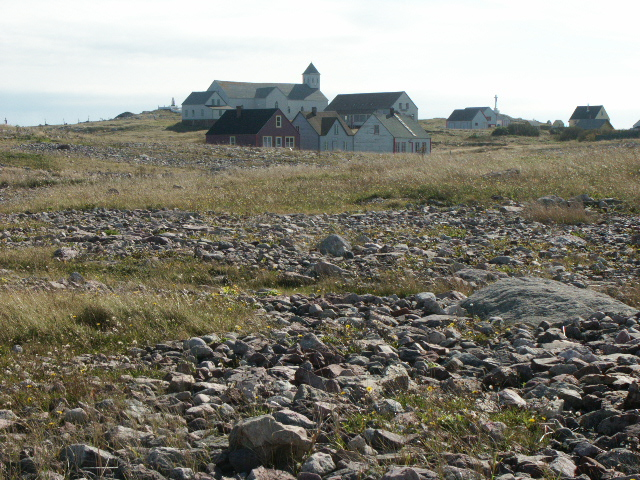